# Óda na bankéře
Óda na bankéře (2000, Ode to a Banker) je historický detektivní román anglické spisovatelky Lindsey Davisové. Jde o dvanáctý díl dvacetidílné knižní série, odehrávající se v antickém Římě za vlády císaře Vespasiana. Jejím hlavním hrdinou je soukromý informátor (vlastně soukromý detektiv) Marcus Didius Falco, který je také vypravěčem románu.

## Obsah románu
Román se odehrává v létě roku 74. Falco, který má umělecké sklony, se rozhodne uspořádat veřejnou recitaci svých básní. Vzápětí se na něj obrátí bohatý řecký bankéř Aurelius Chrysippus, patron umění a vydavatel, s nabídkou, že něco z jeho díla vydá. Falco však brzy pozná, že Chrysippus je ve skutečnosti pěkný podvodník. Ve svém skriptoriu, zvaném Zlatý kůň, spojeném s prodejnou rukopisů, zaměstnává řadu písařů, které dře bez nože. Sám dělá dobré obchody a autory děl nemilosrdně ožebračuje. Když chce Falco jednat o svém honoráři za vydané básně, zjistí, že by musel celou tuto akci financovat sám. Vzápětí je Chrysippus brutálně zavražděn, a Falco, který je díky své návštěvě v jeho písařské dílně do vraždy zapleten, je nucen společně se svým přítelem Petroniem, velitelem vigilů (vlastně římské policie), vraždu vyšetřovat.
Falco zjistí, že Chrysippus byl majitelem podivné Aureliánské banky, kterou vedl pod pláštíkem své dílny, a která je nyní po jeho smrti insolventní. Do banky vložila své peníze mimo jiné také Falconova matka na radu císařského špeha Anacrita, což prohloubilo napětí mezi ním a Falconem. Na scéně se objevuje mnoho podezřelých z řad nespokojených autorů rukopisů a klientů banky. Zjistí se také, že Chrysippus chtěl pod jménem svého syna Diomeda vydat ukradený rukopis. Nakonec je z vraždy usvědčen právě Diomedes, který svého otce zabil v hádce vyvolané tím, že mu nechtěl vydat jeho vlastní dílo, aby neposkvrnil svou vydavatelskou pověst.

## Česká vydání
- Óda na bankéře (Praha: BB/art 2008), přeložil Štěpán Jindra.